# Feliciano Manuel Vitores
Feliciano Manuel Vitores (Belorado, Burgos) fue un empresario, productor, guionista y sonidista de cine español. Como dueño de la patente de Phonofilm en España, produjo la primera película sonora del cine del país, El misterio de la Puerta del Sol (1929).

## Trayectoria
En 1928, Vitores compró los derechos de la patente de Phonofilm para España a Lee De Forest y lo llamó "Fonofilm". Realizó este mismo año, el cortometraje documental, Discurso del Marqués de Estella, en el que muestra un discurso del exdictador Miguel Primo de Rivera hablando sobre el avance del cine sonoro en España;y el cortometraje de comedia El orador o La mano, monólogo de Ramón Gómez de la Serna, rodado en el parque del Retiro de Madrid, que trata de una divagación sobre las facultades que debe presentar un buen orador y tiene un carácter surrealista. Se ha catalogado como uno de los primeros documentos grabados del género de los monólogos de humor.
Produjo una serie de cortometrajes humorísticos dirigidos por Manuel Marín, protagonizadas por el comediante y payaso español Ramón Álvarez Escudero (Ramper): Cuando fui león (1928), En confesionario (1928) y Va usted en punto con el banco (1928). Se trata en todos los casos de unas breves piezas de unos siete minutos de duración.
En 1929, produjo la primera película sonora estrenada en España El misterio de la Puerta del Sol. Estrenada en el Coliseo Castilla de Burgos, el 11 de enero de 1930. Esta película a pesar del avance técnico que suponía tuvo dificultades logísticas en su distribución debido al complejo sistema de proyección que requería. Fue proyectada en un pequeño número de cines y no supuso un éxito comercial. Este proyecto supuso la ruina del empresario y su abandono de la industria cinematográfica.
Tras 50 años desaparecida, su hija vendió la película El misterio de la Puerta del Sol a la Filmoteca Española en 1995. Después de un proceso de restauración, se repuso en 2001, en la última sesión antes del cierre del desaparecido Gran Teatro de Burgos.

## Filmografía
- Discurso del Marqués de Estella (1928), realizador
- El orador (1928), realizador
- Cuando fui león (1928), productor
- En confesionario (1928), productor
- Va usted en punto con el banco (1928), productor
- Las trece onzas de oro (1929), productor
- El misterio de la Puerta del Sol (1929), productor